# The Chiffons
A The Chiffons egy amerikai lányegyüttes. Énekegyüttesként jelentős sikereket értek el. 1960-ban alakultak meg Bronxban. Az 1963-ban megjelent He's So Fine c. kislemezük hatalmas sláger lett. Frontasszonyuk, Barbara Lee 1992 májusában hunyt el.

## Plágium és nyereség
1970-ben a Chiffons feljelentette George Harrisont, a The Beatles egykori gitárosát, mivel a zenész My Sweet Lord című slágere szó szerint hasonlít a He's So Fine-ra. Bár George Harrison azzal védekezett, hogy jobban hatott rá az Edwin Hawkins's Singers című dala, a pert hat évvel később mégis a The Chiffons nyerte.

## Tagok
- Barbara Lee
- Sylvia Peterson
- Patricia Bennett
- Judy Craig
- Connie Harvey

## Fordítás
- Ez a szócikk részben vagy egészben  a   The Chiffons című angol Wikipédia-szócikk fordításán alapul.  Az eredeti cikk szerkesztőit annak laptörténete sorolja fel. Ez a jelzés csupán a megfogalmazás eredetét és a szerzői jogokat jelzi, nem szolgál a cikkben szereplő információk forrásmegjelöléseként.